# Jess Gonchor
Jess Gonchor (Nova Iorque, 15 de julho de 1962) é um diretor de arte estadunidense. Foi indicado à edição de 2011 do Oscar por seu trabalho no filme True Grit.

## Filmografia
- Hail, Caesar! (2016)
- Foxcatcher (2014)
- Inside Llewyn Davis (2013)
- The Lone Ranger (2013)
- Moneyball (2011)
- True Grit (2010)
- A Serious Man (2009)
- Burn After Reading (2008)
- No Country for Old Men (2007)
- The Devil Wears Prada (2006)
- Capote (2005)
- The Last Samurai (2003)
- Kate & Leopold (2001)
- Autumn in New York (2000)
- The Siege (1998)
- The Crucible (1996)
- The American President (1995)
- A Perfect World (1993)
- Teenage Mutant Ninja Turtles III (1993)